# S.O.S (The Tiger Took My Family)
S.O.S (The Tiger Took My Family) är en engelskspråkig sång av Dr. Bombay från 1998 och andra singeln från albumet Rice & Curry skriven av Robert Uhlmann och Ceasar Zamini. Låten hamnade som bäst på andra plats på Sverigetopplistan. En covers gjordes på Smurfhits 6 med titeln "S.O.S. (Den hajen var så dum mot mig)".  Låten låg två veckor på Trackslistan mellan 17 oktober och 24 oktober 1998 med elfte plats som bästa placering. Låten handlar om hur en tiger dödas med en slangbella efter ätit upp två indiska män. Låten uppskattades inte av indiska ambassadören då tiger inte äter upp hela familjer. En musikvideo producerades till låten.

## Topplista
| Lista (1998)                    | Position |
| ------------------------------- | -------- |
| Tyskland (Media Control Charts) | 30       |
| Norge (VG-lista)                | 6        |
| Sverige (Sverigetopplistan)     | 2        |